# Mark Taylor (Tontechniker)
Mark Taylor (* 1. Dezember 1966 in Farnborough) ist ein britischer Tontechniker. 

## Karriere
Mark Taylor begann seine Karriere 1994 als Assistent im Ton-Department (assistant dubbing mixer) bei der Produktion von Der Prinz von Jütland. Schon im Jahr darauf war er in mehreren nationalen wie internationalen Produktionen, darunter für Trainspotting – Neue Helden, sound re-recording mixer. Diese Funktion hatte er auch 1997 bei Knockin' on Heaven's Door inne. 
Für den Fernsehfilm Citizen Kane – Die Hollywood-Legende gewann Taylor mit Clive Derbyshire und Mike Dowson seinen ersten Emmy Award für den besten Tonschnitt. Zwei Jahre später gewann er mit Colin Charles und Mike Dowson diesen Preis für den dritten Teil der Mini-Serie Band of Brothers erneut, zudem war er mit David Stephenson und Dowson auch für den zweiten Teil nominiert. Für den zweiten Teil gewann er im selben Jahr den Preis der Cinema Audio Society, für den er auch 2004 für Mein Haus in Umbrien, 2009 für James Bond 007: Ein Quantum Trost, 2012 für eine Game-of-Thrones-Episode sowie 2014 für Captain Phillips nominiert war. Den BAFTA-Award gewann Taylor 2007 für James Bond 007: Casino Royale, 2009 war er für Ein Quantum Trost ebenso wie 2014 für Captain Phillips und 2016 für Der Marsianer nominiert. 
Für Captain Phillips und Der Marsianer erhielt Taylor 2014 mit Chris Burdon, Mike Prestwood Smith und Chris Munro und 2016 mit Paul Massey und Mac Ruth Nominierungen für den Oscar für den besten Ton. 2014 unterlag er Skip Lievsay, Niv Adiri, Christopher Benstead und seinem Kollegen aus Captain Phillips, Chris Munro, die den Oscar für den Film Gravity erhielten. 2020 gewann er den Preis zusammen mit Stuart Wilson für den Film 1917. Ein weiteres Mal gewann er 2023 den Preis zusammen mit Chris Burdon, James Mather, Al Nelson und Mark Weingarten für Top Gun: Maverick.

## Filmografie (Auswahl)
- 1996: Trainspotting – Neue Helden (Trainspotting)
- 1997: Knockin’ on Heaven’s Door
- 1997: Kleine Fische, großes Geld! (Shooting Fish!)
- 1997: One Night Stand
- 1998: Auf immer und ewig (EverAfter)
- 1998: Elizabeth
- 2000: Snatch – Schweine und Diamanten (Snatch)
- 2001: Band of Brothers – Wir waren wie Brüder (Band of Brothers, 7 Episoden)
- 2002: Die vier Federn (The Four Feathers)
- 2003: Was Mädchen wollen (What a Girl Wants)
- 2004: Troja (Troy)
- 2004: Alien vs. Predator
- 2005: Königreich der Himmel (Kingdom of Heaven)
- 2006: James Bond 007: Casino Royale (Casino Royale)
- 2007: Harry Potter und der Orden des Phönix (Harry Potter and the Order of the Phoenix)
- 2007: Der goldene Kompass (The Golden Compass)
- 2008: Hellboy – Die goldene Armee (Hellboy II: The Golden Army)
- 2008: James Bond 007: Ein Quantum Trost (Quantum of Solace)
- 2009: Planet 51
- 2009: Sherlock Holmes
- 2010: Kampf der Titanen (Clash of the Titans)
- 2011: Coriolanus
- 2011: Unknown Identity (Unknown)
- 2011: Game of Thrones (Game of Thrones, 7 Episoden)
- 2011: Sherlock Holmes: Spiel im Schatten (Sherlock Holmes: A Game of Shadows)
- 2012: Zorn der Titanen (Wrath of the Titans)
- 2013: Mandela – Der lange Weg zur Freiheit (Mandela: Long Walk to Freedom)
- 2013: Captain Phillips
- 2014: Monuments Men – Ungewöhnliche Helden (The Monuments Men)
- 2014: Edge of Tomorrow
- 2014: Big Eyes
- 2014: Exodus: Götter und Könige (Exodus: Gods and Kings)
- 2015: Der Marsianer – Rettet Mark Watney (The Martian)
- 2016: The Nice Guys
- 2016: Jason Bourne
- 2016: Das Morgan Projekt (Morgan)
- 2017: Alien: Covenant
- 2017: Suburbicon
- 2017: Edison – Ein Leben voller Licht (The Current War)
- 2017: Alles Geld der Welt (All the Money in the World)
- 2018: Tomb Raider
- 2018: Hunter Killer
- 2018: 22. Juli (22 July)
- 2019: Aladdin
- 2019: 1917
- 2021: Cash Truck (Wrath of Man)
- 2021: Killer’s Bodyguard 2 (The Hitman’s Wife’s Bodyguard)
- 2021: James Bond 007: Keine Zeit zu sterben (No Time to Die)
- 2022: Niemand kommt hier lebend raus (No One Gets Out Alive)
- 2022: The Northman
- 2022: Top Gun: Maverick
- 2022: I Came By
- 2023: Operation Fortune (Operation Fortune: Ruse de Guerre)
- 2023: Der Pakt (Guy Ritchie’s The Covenant)
- 2023: Kandahar
- 2023: Mission: Impossible – Dead Reckoning Teil Eins (Mission: Impossible – Dead Reckoning Part One)

## Auszeichnungen (Auswahl)
Oscarverleihung 2014
- Nominierung für den Besten Ton in Captain Phillips

Oscarverleihung 2016
- Nominierung für den Besten Ton in Der Marsianer – Rettet Mark Watney

Oscarverleihung 2020
- Auszeichnung für den Besten Ton in 1917

Oscarverleihung 2022
- Nominierung für den Besten Ton in James Bond 007: Keine Zeit zu sterben

Oscarverleihung 2023
- Auszeichnung für den Besten Ton in Top Gun: Maverick

Oscarverleihung 2024
- Nominierung für den Besten Ton in Mission: Impossible – Dead Reckoning Teil Eins